# Medalha Hoover
A Medalha Hoover (em inglês:  Hoover Medal) é um prêmio de engenharia dos Estados Unidos. É concedida desde 1930 por "serviços extra-carreira de destaque por engenheiros para a humanidade". O prêmio é concedido conjuntamente pelo American Institute of Chemical Engineers, American Institute of Mining, Metallurgical, and Petroleum Engineers, Sociedade Americana de Engenheiros Civis (ASCE), Instituto de Engenheiros Eletricistas e Eletrônicos (IEEE) e Sociedade dos Engenheiros Mecânicos dos Estados Unidos (ASME), que administraa medalha. É denominada em memória de Herbert Hoover, seu primeiro recipiente, que foi um engenheiro por profissão.

## Recipientes
Fonte:ASME
- 1930 Herbert Hoover
- 1936 Ambrose Swasey
- 1938 John Frank Stevens
- 1940 Gano Dunn
- 1941 D. Robert Yarnall
- 1942 Gerard Swope
- 1944 Ralph Flanders
- 1945 William Henry Harrison
- 1946 Vannevar Bush
- 1948 Malcolm Pirnie
- 1949 Frank Baldwin Jewett
- 1950 Karl Taylor Compton
- 1951 William L. Batt
- 1952 Clarence Decatur Howe
- 1954 Alfred P. Sloan
- 1955 Charles Kettering
- 1956 Herbert Hoover, Jr.
- 1957 Scott Turner
- 1958 Raymond Albert Wheeler
- 1959 Henry Townley Heald
- 1960 Dwight D. Eisenhower
- 1961 Mervin Kelly
- 1962 Walker Lee Cisler
- 1963 James Rhyne Killian
- 1964 John McCone
- 1966 Lillian Moller Gilbreth
- 1967 Lucius Clay
- 1968 Harold Hartley
- 1969 Edgar Fosburgh Kaiser
- 1970 John Erik Jonsson
- 1971 Luis Alberto Ferré Aguayo
- 1972 Frederick Kappel
- 1973 William Joseph Hedley
- 1974 David Packard
- 1975 James Boyd
- 1976 James B. Fisk
- 1977 Peter Carl Goldmark
- 1978 Donald C. Burnham
- 1979 Charles M. Brinckerhoff
- 1980 Stephen Bechtel
- 1981 Arnold Orville Beckman
- 1982 Michel Thomas Halbouty
- 1983 Joseph J. Jacobs
- 1984 Kenneth A. Roe
- 1985 Robert West
- 1986 Lawrence P. Grayson
- 1987 Martin Goland
- 1988 William Gianelli
- 1989 John J. McKetta
- 1990 Joseph Rodgers
- 1991 Haldor F. Topsoe
- 1992 Roland Walter Schmitt
- 1993 Mario Salvadori
- 1994 William J. Carroll
- 1995 Dean Kamen
- 1996 M. Hasan Nouri
- 1997 Otto J. Helweg
- 1998 Jimmy Carter
- 2001 Richard Henry Stanley
- 2002 Charles H. Thornton
- 2003 Barry K. Thacker
- 2005 Sudabeh Shoja
- 2007 Bernard Amadei
- 2008 A. P. J. Abdul Kalam
- 2012 N. R. Narayana Murthy
- 2013 Steve Wozniak